# Peshotan
Peshotan (en avestique Pəšōtanu, en moyen perse Peshyotan ou Peshotan) est une figure eschatologique dans les textes médiévaux du zoroastrisme, présente notamment dans le texte apocatyptique du Zand-i Wahman yasn (en). Il est décrit comme l'un des « immortels » (anoshag-ruwan, littéralement « à l'âme immortelle »).